# HC Boekel
Hockeyclub Boekel, vaak kortweg HCB genoemd, is een Nederlandse hockeyclub uit het Noord-Brabantse dorp Boekel. De club is opgericht op 10 december 1985. De club heeft 1 semi-water veld en bevindt zich op sportpark "De Donk" in Boekel.